# 33e Ryūō (shogi) 2019-2020
«Édition précédente (32)
33e Ryūō
Édition suivante (34)»
Le 33e Ryūō est une compétition de shogi organisée au Japon entre 2019 et 2020 et compte pour la saison 2019-2020.

## Ryuosen Nana-Ban Shobu
Le Championnat Ryūō a opposé dans un match en 7 parties le Roi Dragon Masayuki Toyoshima au vainqueur du tournoi des candidats Yoshiharu Habu
Le Roi-Dragon Masayuki Toyoshima a defendu son titre par 4 victoires à 1.
| Partie                                      | Date  | Sente              | Sente     | Né e | Gote               | Gote      | Né en | Toyoshima | Habu | Lieu                  |
| ------------------------------------------- | ----- | ------------------ | --------- | ---- | ------------------ | --------- | ----- | --------- | ---- | --------------------- |
| 1                                           | 09/10 | Yoshiharu Habu     | 羽生 善治 | 1970 | Masayuki Toyoshima | 豊島 将之 | 1990  | 1         |      | Tour Ceruléene -Tokyo |
| 2                                           | 22/10 | Masayuki Toyoshima | 豊島 将之 | 1990 | Yoshiharu Habu     | 羽生 善治 | 1970  |           | 1    | Banshō-ji - Nagoya    |
| 3                                           | 07/11 | Yoshiharu Habu     | 羽生 善治 | 1970 | Masayuki Toyoshima | 豊島 将之 | 1990  | 2         |      | Ninna-ji - Kyoto      |
| 4                                           | 26/11 | Masayuki Toyoshima | 豊島 将之 | 1990 | Yoshiharu Habu     | 羽生 善治 | 1970  | 3         |      | Ibusuki               |
| 5                                           | 05/12 | Yoshiharu Habu     | 羽生 善治 | 1970 | Masayuki Toyoshima | 豊島 将之 | 1990  | 4         |      | Hakone                |
| 6                                           |       |                    |           |      |                    |           |       |           |      |                       |
| 7                                           |       |                    |           |      |                    |           |       |           |      |                       |
| Masayuki Toyoshima bat Yoshiharu Habu 4 - 1 |       |                    |           |      |                    |           |       |           |      |                       |

### Parties
1. ↑  (ja) 6shogi, « ▲Yoshiharu Habu– △Masayuki Toyoshima "Kyusen Yagura" Nanaban Shobu, 1°partie 0-1 », sur ロックショウギ,‎ 9 octobre 2020 (consulté le 10 septembre 2022)
2. ↑  (ja) 6shogi, « ▲Masayuki Toyoshima – △Yoshiharu Habu "Kakugawari" Nanaban Shobu, 2°partie », sur ロックショウギ,‎ 22 octobre 2020 (consulté le 10 septembre 2022)
3. ↑  (ja) 6shogi, « ▲Yoshiharu Habu– △Masayuki Toyoshima "Aigakari" Nanaban Shobu, 3°partie 0-1 », sur ロックショウギ,‎ 7 novembre 2020 (consulté le 10 septembre 2022)
4. ↑  (ja) 6shogi, « ▲Masayuki Toyoshima – △Yoshiharu Habu "Yokofutori Aono ryu" Nanaban Shobu,4°partie 1-0 », sur ロックショウギ,‎ 26 novembre 2020 (consulté le 10 septembre 2022)
5. ↑  (ja) 6shogi, « ▲Yoshiharu Habu– △Masayuki Toyoshima "Rikisen Ibisha" Nanaban Shobu? 5°partie », sur ロックショウギ,‎ 5 décembre 2020 (consulté le 10 septembre 2022)

## Kessho Tonamento (Tournoi des Candidats)
Ce tournoi a opposé 11 joueurs
- 5 issus de la classe 1 Yoshiharu Habu, Toshiaki Kubo, Yasumitsu Satō, Kazuki Kimura
- 2 issus de la classe 2 Yūki Sasaki,  Tadahisa Maruyama
- 1 issu de la classe 3 Sota Fujii
- 1 issu de la classe 4 Kentarō Ishii
- 1 issu de la classe 5 Hirotaka Kajiura
- 1 issu de la classe 6 Satoshi Katano

Les deux finalistes se sont affrontés dans un match en 3 parties.

### Finale des Candidats
La finale des candidats a opposé dans un match en trois parties Yoshiharu Habu a Tadahisa Maruyama
Yoshiharu Habu a remporté le match par deux victoires à une et est donc devenu le challenger du Roi Dragon  Masayuki Toyoshima
| Partie | Date  | Sente             | Sente     | Né en | Gote              | Gote      | Né en | Habu | Murayama | Lieu             |
| ------ | ----- | ----------------- | --------- | ----- | ----------------- | --------- | ----- | ---- | -------- | ---------------- |
| 1      | 17/08 | Yoshiharu Habu    | 羽生善治  | 1970  | Tadahisa Maruyama | 丸山 忠久 | 1970  |      | 1        | Tokyo Shogi Hall |
| 2      | 25/08 | Tadahisa Maruyama | 丸山 忠久 | 1970  | Yoshiharu Habu    | 羽生善治  | 1970  | 1    |          |                  |
| 3      | 19/09 | Yoshiharu Habu    | 羽生善治  | 1970  | Tadahisa Maruyama | 丸山 忠久 | 1970  | 2    |          |                  |

### Tableau Principal
Les deux finalistes s'affrontent dans un match en trois parties.
| 1er Cl. 1 | Yoshiharu Habu    | 羽生善治   | 1970 | Yoshiharu Habu    | Yoshiharu Habu    | Yoshiharu Habu    | Yoshiharu Habu    | Yoshiharu Habu    | Yoshiharu Habu    |
| 4e Cl. 1  | Yosimitsu Sato    | 佐藤康光   | 1969 | Yosimitsu Sato    | Yosimitsu Sato    | Yosimitsu Sato    | Yosimitsu Sato    | Hirotaka Kajiura  | Yoshiharu Habu    |
| 5e Cl.1   | Kazuki Kimura     | 木村一基   | 1973 | Kazuki Kimura     | Kazuki Kimura     | Kazuki Kimura     | Hirotaka Kajiura  | Hirotaka Kajiura  | Yoshiharu Habu    |
| 1er Cl.4  | Kentaro Ishii     | 石井健太郎 | 1992 | Kentarō Ishii     | Kentarō Ishii     | Hirotaka Kajiura  | Hirotaka Kajiura  | Hirotaka Kajiura  | Yoshiharu Habu    |
| 1er Cl.5  | Hirotaka Kajiura  | 梶浦宏孝   | 1997 | Hirotaka Kajiura  | Hirotaka Kajiura  | Hirotaka Kajiura  | Hirotaka Kajiura  | Hirotaka Kajiura  | Yoshiharu Habu    |
| 1er Cl.6  | Satoshi Takano    | 高野智史   | 1993 | Satoshi Takano    | Hirotaka Kajiura  | Hirotaka Kajiura  | Hirotaka Kajiura  | Hirotaka Kajiura  | Yoshiharu Habu    |
| 3e Cl. 1  | Toshiaki Kubo     | 久保利明   | 1975 | Toshiaki Kubo     | Toshiaki Kubo     | Toshiaki Kubo     | Toshiaki Kubo     | Toshiaki Kubo     | Tadahisa Maruyama |
| 1er Cl.2  | Yuki Sasaki       | 佐々木勇気 | 1994 | Yuki Sasaki       | Yuki Sasaki       | Yuki Sasaki       | Yuki Sasaki       | Toshiaki Kubo     | Tadahisa Maruyama |
| 2e Cl. 2  | Tadahisa Maruyama | 丸山忠久   | 1970 | Tadahisa Maruyama | Tadahisa Maruyama | Tadahisa Maruyama | Tadahisa Maruyama | Tadahisa Maruyama | Tadahisa Maruyama |
| 1er Cl.3  | Sota Fujii        | 藤井聡太   | 2002 | Sota Fujii        | Sota Fujii        | Sota Fujii        | Tadahisa Maruyama | Tadahisa Maruyama | Tadahisa Maruyama |
| 2e Cl. 1  | Kazutoshi Satō    | 佐藤和俊   | 1978 | Kazutoshi Satō    | Kazutoshi Satō    | Kazutoshi Satō    | Kazutoshi Satō    | Tadahisa Maruyama | Tadahisa Maruyama |